# Lac de l'Écluse
Lac de l'Écluse är en sjö i Kanada.   Den ligger i regionen Saguenay–Lac-Saint-Jean och provinsen Québec, i den östra delen av landet, 500 km nordost om huvudstaden Ottawa. Lac de l'Écluse ligger 195 meter över havet.
I omgivningarna runt Lac de l'Écluse växer i huvudsak blandskog. Trakten runt Lac de l'Écluse är nära nog obefolkad, med mindre än två invånare per kvadratkilometer.